# Adam Chambers (homme politique)
Pour les articles homonymes, voir Adam Chambers et Chambers.
 (novembre 2023).
Si vous disposez d'ouvrages ou d'articles de référence ou si vous connaissez des sites web de qualité traitant du thème abordé ici, merci de compléter l'article en donnant les références utiles à sa vérifiabilité et en les liant à la section « Notes et références ».
Adam Chambers est un entrepreneur, gestionnaire et homme politique canadien de l'Ontario d'origine métisse. Il représente la circonscription fédérale ontarienne de Simcoe-Nord à titre de député conservateur à partir de 2021.

## Biographie

### Jeunesse et formation
Né à Midland en Ontario, Adam Chambers est d'origine métisse. Il fréquente la Saint Theresa's High School (en) et obtient un diplôme en droit de l'Université Western Ontario.

### Carrière professionnelle
Il travaille comme conseiller senior pour Jim Flaherty, dans le domaine de l'industrie financière et dirige une entreprise d'éducation en ligne.

### Parcours politique
Il est élu député à la Chambre des communes du Canada de la circonscription de Simcoe-Nord sous la bannière du Parti conservateur du Canada lors des élections générales du 20 septembre 2021,.

### Vie privée
Adam Chambers est marié et père de deux enfants.